# Bulevard Unirii

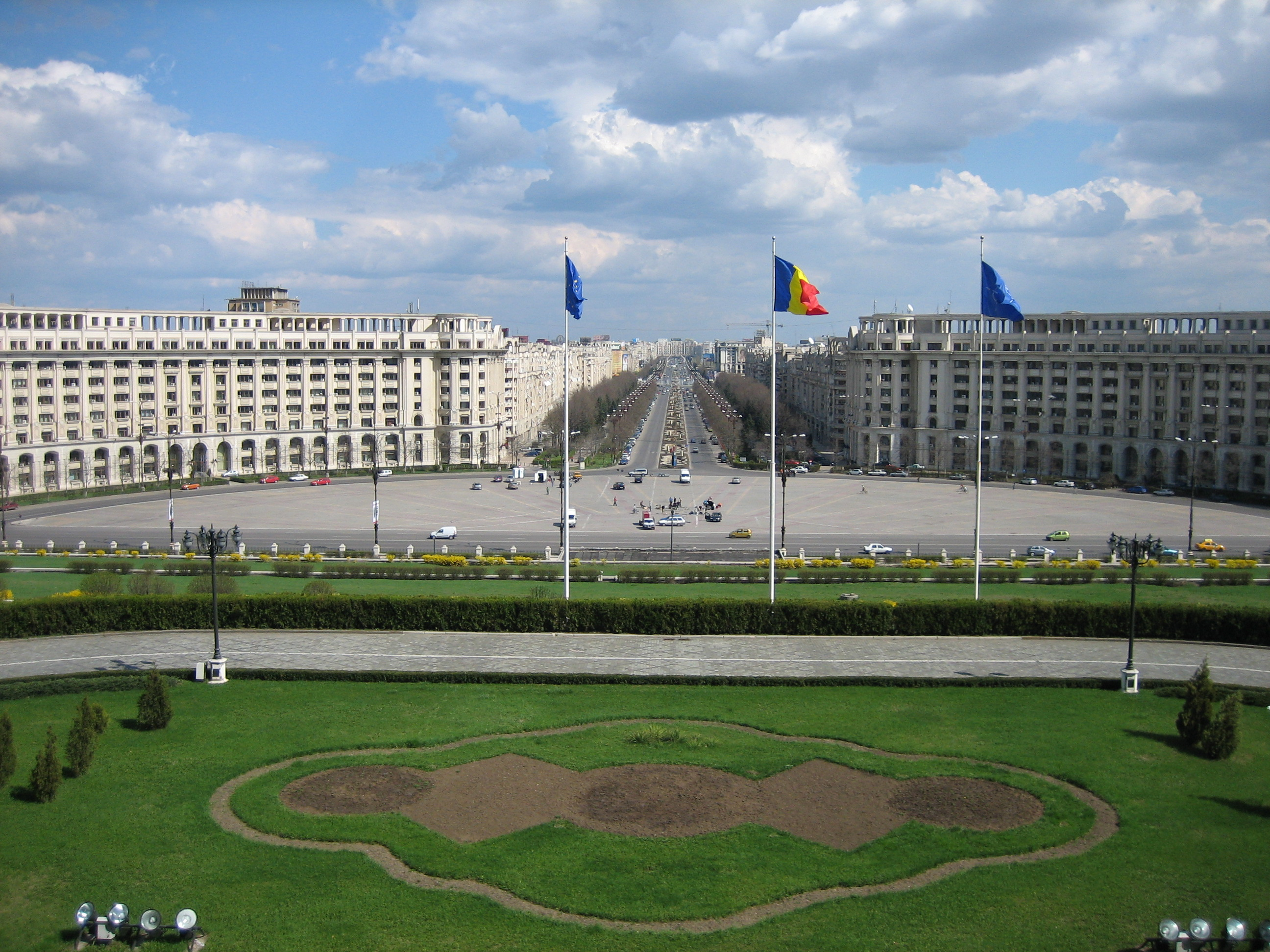
Vista del bulevard

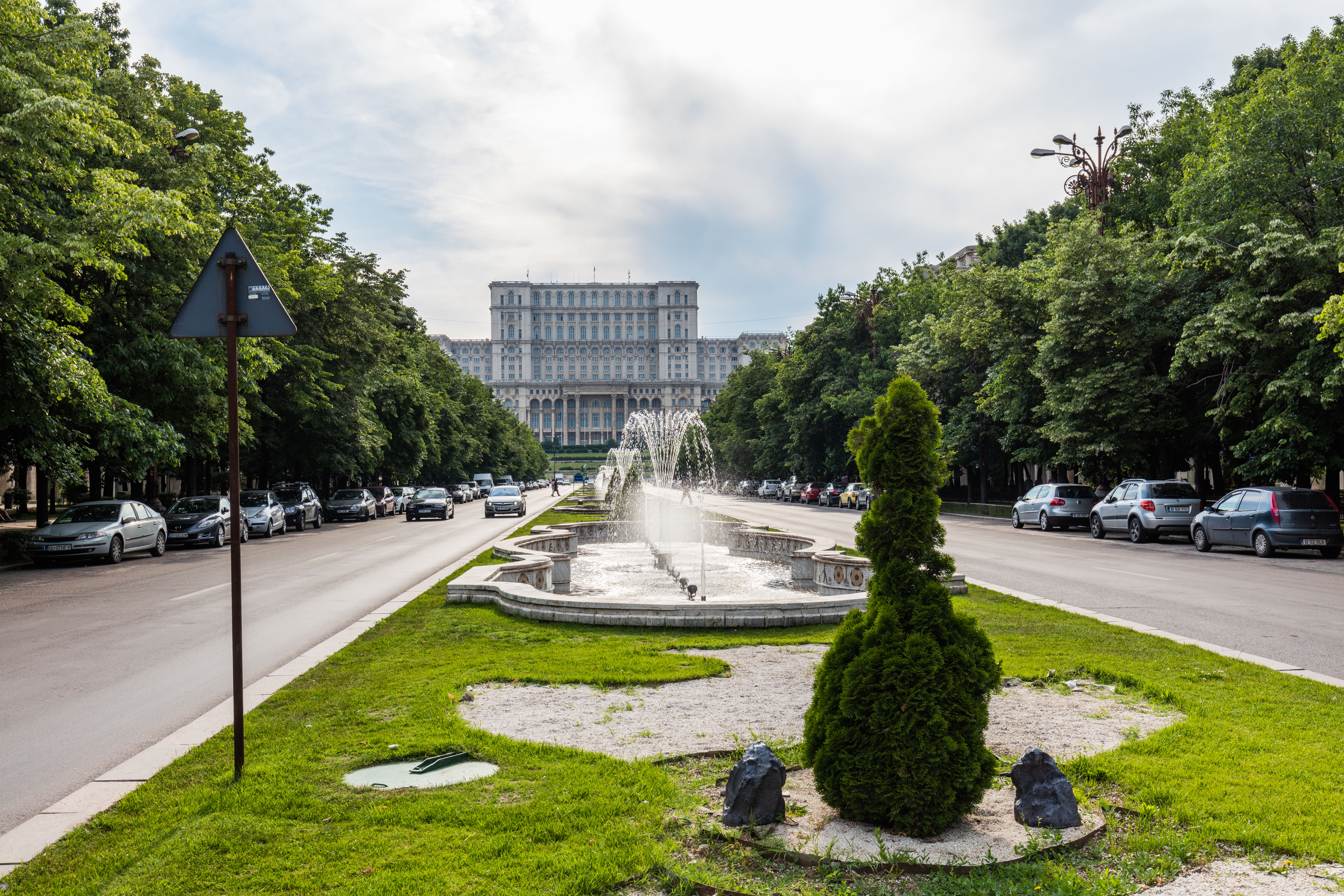
El més transitat a Bucarest

Bulevard Unirii (pronunciat en romanès: [bulevardul uˈnirij], en català Boulevard de la Unió) és una via important al centre de Bucarest (Romania). Connecta la plaça Alba Iulia amb la plaça de la Constitució, i també passa per la plaça de la Unió. A l'extrem de la plaça de la Constitució hi ha el Palau del Parlament, que va començar la construcció simultàniament amb el bulevard com a unitat arquitectònica.

## Història
Després del terratrèmol de Vrancea de 1977, el centre de la ciutat de Bucarest va patir danys rellevants, i un gran nombre d'edificis històrics van ser enderrocats per donar pas al nou Centru Civic. Com a part del projecte, Bulevardul Unirii havia de ser la resposta de la Romania comunista a l'avinguda dels Camps Elisis de París, amb una longitud de 3.500 m. La construcció va començar el 25 de juny de 1984. Inicialment anomenada Bulevardul Victoria Socialismului (Bulevard de la Victòria del Socialisme), la carretera està envoltada de blocs d'apartaments realistes-socialistes d'inspiració nord-coreana.

## Transport
Al bulevard s'hi arriba amb l'estació de metro Piaţa Unirii.